# Harmadikutasság
A harmadikutasság vagy harmadik út a politikában olyan nézet, mely nem a jobb- és baloldali politikához viszonyítja magát, hanem egy új, „harmadik” nézetet képvisel. A harmadik utas pártok elvetik a bal-jobb dimenzió mentén történő önmeghatározást, és az egyéb, többdimenziós megközelítésekbe sem illeszthetők be. Mindannyiukra jellemző közös tulajdonságuk nincsen.
A fogalom nem összetévesztendő a harmadik állásponttal (angolul third position) amely a gazdasági értelemben vett harmadik utat jelöli. Ennek részei például az ökologista, a protekcionista és korporativista rendszerek mely az amerikai kapitalizmus és a szovjet kommunizmus között egy harmadik pozíciót, egy alternatívát képvisel.

## Történelem
A fogalom feltehetően az 1880-as évek után keletkezett, amikor XIII. Leó pápa a szocializmus és a kapitalizmus közötti harmadik utat szorgalmazta a Rerum Novarum című enciklikájában.
A hidegháború idején a szovjet szocializmus és az amerikai kapitalizmus közötti "harmadik út" szükségességének hirdetéséről volt szó. Franciaországban de Gaulle politikai irányzatát, a gaullizmust  úgy mutatták be, mint egy harmadik utat a két nagyhatalom modellje között.
A kifejezést nagyon különböző politikai családok használták: Moammer Kadhafi líbiai vezető is harmadik útként mutatta be a saját doktrínáját, a harmadik egyetemes elméletet . Ez hasonló volt a titoizmus Jugoszláviában használt rendszeréhez, az 1960-as, '70-es és '80-as évekbeli jugoszláv harmadik úthoz, amelyet Edvard Kardelj fejlesztett ki.
Az olasz kommunista vezető, Enrico Berlinguer az 1970-es években szintén egy „harmadik utat” javasolt, amely a szociáldemokrácia és a szovjet szocializmus baloldali alternatívájaként szolgált.
Újabban a fogalmat a szélsőjobboldali, nacionalista, forradalmi nacionalista mozgalmakra is használják.

## Magyarország
Magyarországon a fogalom a 30-as években jelent meg, egyes népi írók szóhasználatában.
A magyar belpolitikán túltekintve a harmadik út magában foglalta a szociális igazságossággal hadilábon álló liberális kapitalizmusok, valamint a szabadságjogokat durván semmibe vevő despotikus szocializmusok (bolsevizmus, fasizmus, nemzetiszocializmus) együttes elutasításának gondolatát is.
Az 1930-as években induló népi falukutató mozgalom meghatározó egyéniségeinek alapvető felismerése, hogy a magyarság gondja-baja csak úgy orvosolható, ha a politika képes lesz a nemzet, a demokrácia és a szociális igazságosság ügyének együttes képviseletére. A XX. század szörnyű tragédiái mutatják, hogy ha e három alapvető eszménynek csak egyikét is elhanyagolja a hatalmon lévő politika, úgy a másik kettő is eleve eltorzul.
Az 1990-es országgyűlési választás után tisztán harmadik utas pártok (MDF, FKGP és KDNP) alakítottak kormányt. A KDNP csak az ezredforduló környékén bekövetkezett szakadásáig őrizte meg ezt a vonását, a zűrzavaros időszakot lezáró bírósági ítélet után már a FIDESZ szövetségeseként tevékenykedett tovább. Az említetteken kívül a MIÉP és az LMP tűntek fel még számottevő erőkként. Jelentős politikusai ennek az irányzatnak Antall József, Torgyán József és Schiffer András.
A 2006-os választásokon MIÉP – Jobbik a Harmadik Út néven pártszövetségben indult a harmadikutasság jelzőt nevében is felvállaló választási párt.
A Mi Hazánk Mozgalom 2018. évi megalakulását követően, 2022. évi választási plakátjain és 100 oldalas Virradat program című programfüzetének hátoldalán is "Mi Hazánk a harmadik út" feliratú logóval hirdeti magát. A Harmadik Út című ingyenes, nyomtatható közéleti havilapját is e címen adja ki.
Nyilatkozataikban is elhatárolódnak mind a liberális jobboldali ás baloldali tömbtől.